# Gilmar Júnior
José Gilmar Costa de Souza Júnior (Limoeiro, 8 de outubro de 1981), é um enfermeiro e político brasileiro. É deputado estadual de Pernambuco pelo PV.

## Biografia
Gilmar Júnior ocupa pela primeira vez uma cadeira na câmara estadual. Ele foi eleito em 2022 com 68.359 votos.